# Pia Knobloch
Pia Susanne Knobloch (* 22. August 1993 in Sieglar) ist eine deutsche Fußballspielerin, die beim 1. FC. Köln unter Vertrag steht.

## Werdegang
Knobloch begann als Fünfjährige bei ihrem Heimatverein FV Salia Sechtem mit den Fußballspielen und wechselte später für drei Jahre in die Chaboom Soccer School nach Südkorea. Zurück in Deutschland spielte sie bis zur B-Jugend beim FC Flerzheim, dem VfL Meckenheim und dem SSV Berzdorf in Jungenmannschaften.
Zur Spielzeit 2009/10 unterschrieb sie einen Zweijahresvertrag bei Bayer 04 Leverkusen. Noch in der Saisonvorbereitung zog sich die Mittelfeldspielerin jedoch einen Kreuzbandriss zu und verpasste damit die komplette Spielzeit, in der ihrem Team der Aufstieg in die Bundesliga gelang. Am 19. September 2010 feierte sie in der Ligapartie gegen den Hamburger SV ihr Bundesligadebüt, als sie in der 90. Minute für Shelley Thompson eingewechselt wurde. Insgesamt kam Knobloch zu vier Erstligaeinsätzen für Leverkusen.
Zur Saison 2011/12 wechselte sie zum 1. FC. Köln in die 2. Bundesliga Süd.

## Erfolge
- Meister 2. Bundesliga Süd 2009/10